# فرد ماكنير
فرد ماكنير (بالإنجليزية: Fred McNair)‏ هو لاعب كرة قدم أمريكية ولاعب كرة قدم كندية أمريكي، ولد في 11 ديسمبر 1968 في ماونت أوليف في الولايات المتحدة.

## وصلات خارجية
- فرد ماكنير على موقع JustSportsStats.com (الإنجليزية)